# Mamadou Samassa
Mamadou Samassa (Montfermeil, 1º maggio 1986) è un ex calciatore francese naturalizzato maliano, di ruolo attaccante.
È omonimo e cugino di Mamadou Samassa.

## Carriera
Dopo aver giocato per tante stagioni in squadre come Olympique Marsiglia, Valenciennes e dopo aver fatto esperienza in Francia, il 31 agosto 2012 viene acquistato dal Chievo, con il quale ha firmato un contratto biennale con opzione sul terzo..
Durante l'ultimo giorno di mercato invernale, il 31 gennaio 2014, viene acquistato dal Pescara.

## Palmarès

### Club

#### Competizioni giovanili
- Coppa Gambardella: 1

Le Mans: 2003-2004

#### Competizioni nazionali
- Supercoppa francese: 1

Olympique Marsiglia: 2010

## Statistiche

### Cronologia presenze e reti in nazionale
| Cronologia completa delle presenze e delle reti in nazionale ― Mali | Cronologia completa delle presenze e delle reti in nazionale ― Mali | Cronologia completa delle presenze e delle reti in nazionale ― Mali | Cronologia completa delle presenze e delle reti in nazionale ― Mali | Cronologia completa delle presenze e delle reti in nazionale ― Mali | Cronologia completa delle presenze e delle reti in nazionale ― Mali | Cronologia completa delle presenze e delle reti in nazionale ― Mali | Cronologia completa delle presenze e delle reti in nazionale ― Mali |
| Data                                                                | Città                                                               | In casa                                                             | Risultato                                                           | Ospiti                                                              | Competizione                                                        | Reti                                                                | Note                                                                |
| ------------------------------------------------------------------- | ------------------------------------------------------------------- | ------------------------------------------------------------------- | ------------------------------------------------------------------- | ------------------------------------------------------------------- | ------------------------------------------------------------------- | ------------------------------------------------------------------- | ------------------------------------------------------------------- |
| 6-9-2009                                                            | Cotonou                                                             | Benin                                                               | 1 – 1                                                               | Mali                                                                | Qual. Mondiali 2010                                                 | 1                                                                   | 83’                                                                 |
| 11-10-2009                                                          | Bamako                                                              | Mali                                                                | 1 – 0                                                               | Sudan                                                               | Qual. Mondiali 2010                                                 | -                                                                   |                                                                     |
| 30-12-2009                                                          | Doha                                                                | Iran                                                                | 1 – 1                                                               | Mali                                                                | Amichevole                                                          | -                                                                   | 25’                                                                 |
| 11-8-2010                                                           | Marignane                                                           | Mali                                                                | 0 – 2                                                               | Guinea                                                              | Amichevole                                                          | -                                                                   |                                                                     |
| 4-9-2010                                                            | Praia                                                               | Capo Verde                                                          | 1 – 0                                                               | Mali                                                                | Qual. Coppa d'Africa 2012                                           | -                                                                   |                                                                     |
| 9-10-2010                                                           | Bamako                                                              | Mali                                                                | 2 – 1                                                               | Liberia                                                             | Qual. Coppa d'Africa 2012                                           | -                                                                   | 67’                                                                 |
| 8-2-2011                                                            | Valencia                                                            | Costa d'Avorio                                                      | 1 – 0                                                               | Mali                                                                | Amichevole                                                          | -                                                                   | 46’                                                                 |
| 27-5-2012                                                           | Saint-Leu-la-Forêt                                                  | Costa d'Avorio                                                      | 2 – 1                                                               | Mali                                                                | Amichevole                                                          | -                                                                   | Ingresso                                                            |
| 10-6-2012                                                           | Ouagadougou                                                         | Mali                                                                | 2 – 1                                                               | Algeria                                                             | Qual. Mondiali 2014                                                 | -                                                                   | 80’                                                                 |
| 13-10-2012                                                          | lobatse                                                             | Botswana                                                            | 1 – 4                                                               | Mali                                                                | Qual. Coppa d'Africa 2013                                           | 1                                                                   | 58’                                                                 |
| 20-1-2013                                                           | Port Elizabeth                                                      | Mali                                                                | 1 – 0                                                               | Niger                                                               | Coppa d'Africa 2013 - 1º turno                                      | -                                                                   | 46’                                                                 |
| 24-1-2013                                                           | Port Elizabeth                                                      | Ghana                                                               | 1 – 0                                                               | Mali                                                                | Coppa d'Africa 2013 - 1º turno                                      | -                                                                   | 76’                                                                 |
| 28-1-2013                                                           | Durban                                                              | Mali                                                                | 1 – 1                                                               | RD del Congo                                                        | Coppa d'Africa 2013 - 1º turno                                      | 1                                                                   | 78’                                                                 |
| 2-2-2013                                                            | Durban                                                              | Sudafrica                                                           | 1 – 1 dts (1 – 3 dtr)                                               | Mali                                                                | Coppa d'Africa 2013 - Quarti di finale                              | -                                                                   | 88’                                                                 |
| 6-2-2013                                                            | Durban                                                              | Mali                                                                | 0 – 4                                                               | Nigeria                                                             | Coppa d'Africa 2013 - Semifinale                                    | -                                                                   | 56’                                                                 |
| 9-2-2013                                                            | Port Elizabeth                                                      | Mali                                                                | 3 – 1                                                               | Ghana                                                               | Coppa d'Africa 2013 - Finale 3º posto                               | 1                                                                   | 78’                                                                 |
| 24-3-2013                                                           | Kigali                                                              | Ruanda                                                              | 1 – 2                                                               | Mali                                                                | Qual. Mondiali 2014                                                 | 1                                                                   | 85’                                                                 |
| 9-6-2013                                                            | Bamako                                                              | Mali                                                                | 1 – 1                                                               | Ruanda                                                              | Qual. Mondiali 2014                                                 | -                                                                   |                                                                     |
| 16-6-2013                                                           | Bamako                                                              | Mali                                                                | 2 – 2                                                               | Benin                                                               | Qual. Mondiali 2014                                                 | 1                                                                   |                                                                     |
| 10-9-2013                                                           | Blida                                                               | Algeria                                                             | 1 – 0                                                               | Mali                                                                | Qual. Mondiali 2014                                                 | -                                                                   | 86’                                                                 |
| 15-10-2013                                                          | Cheonan                                                             | Corea del Sud                                                       | 3 – 1                                                               | Mali                                                                | Amichevole                                                          | -                                                                   | 72’                                                                 |
| Totale                                                              |                                                                     | Presenze                                                            | 21                                                                  |                                                                     | Reti                                                                | 6                                                                   |                                                                     |